# Педро Феррандіс
Педро Феррандіс Гонсалес (ісп. Pedro Ferrándiz González; 20 листопада 1928, Аліканте — 7 липня 2022) — колишній іспанський баскетбольний тренер. Він найбільш відомий тим, що тренував баскетбольний клуб «Реал» (Мадрид) у 1960-х і 1970-х роках. Міжнародний олімпійський комітет нагородив його Олімпійським орденом у 1977 році.
У квітні 2007 року Феррандіс був включений до Зали баскетбольної слави імені Нейсміта. У 2008 році він був названий одним із 50 осіб, які зробили найбільший внесок у розвиток баскетбольної Євроліги. У 2009 році був включений до Зали слави ФІБА.

## Нагороди і досягнення
- Член баскетбольної зали слави імені Нейсміта з 2007 року
- Член баскетбольної зали слави ФІБА з 2009 року